# Shoot 'em up
Shoot 'em up (também conhecido como shmup ou STG) é um subgênero de jogos eletrônicos de tiro. Em um shoot 'em up, o personagem do jogador se envolve em um ataque solitário, frequentemente, em uma nave espacial ou aeronaves, disparando em vários de inimigos e evitando seus ataques. Não há consenso sobre quais elementos compõem um shoot 'em up. Alguns restringem a jogos com naves espaciais e certos tipos de movimento do personagem; outros permitem uma definição mais amplacom personagens a pé e uma variedade de perspectivas. Esse subgênero suscita reações rápidas e faz o jogador memorizar o nível e o padrão de ataque dos inimigos.
A origem exata do gênero ainda é controversa. Spacewar!, um dos primeiros jogos de computador, criado em 1961 e lançado em arcades no início de 1970, é apontado como o precurssor. Mas Space Invaders, lançado nas máquinas japones em 1978, é geralmente creditado com o inventor do gênero, bem como por tê-lo popularizado. Shoot 'em ups eram populares durante os anos 1980 e início de 1990. A partir de meados da década de 1990 e do uso crescente de gráficos 3D em jogos eletrônicos, o gênero tornou-se um nicho com base em convenções de design estabelecidas nos anos 1980 e cada vez mais voltados para entusiastas especializados, particularmente no Japão.
Shoot 'em ups abrangem vários tipos ou sub-gêneros. Em um "atirador fixo", como Space Invaders, o protagonista só pode mover-se através de um eixo e os inimigos atacam a partir de uma única direção. 
Em um "atirador multi-direcional", o protagonista pode girar e mover-se em qualquer direção. Em contraste, em um "rail shooter", o protagonista é visto de trás, movendo-se "na tela", enquanto o jogador tem controle sobre as esquivas. "Atirador em tubos" apresentam pontos de vista semelhantes, com o protagonista voando através de um tubo abstrato.
"Atiradores em rolagem" englobam tanto "atiradores horizontais" e "atiradores verticais" (com pontos de vista de lado e de cima para baixo, respectivamente) e por sua vez jogos "bullet hell" e "cute 'em ups", assim como jogos "run and gun" apresentam protagonistas a pé em vez de naves espaciais, muitas vezes com a capacidade de saltar; eles podem apresentar qualquer rolagem ou movimento multidirecional.

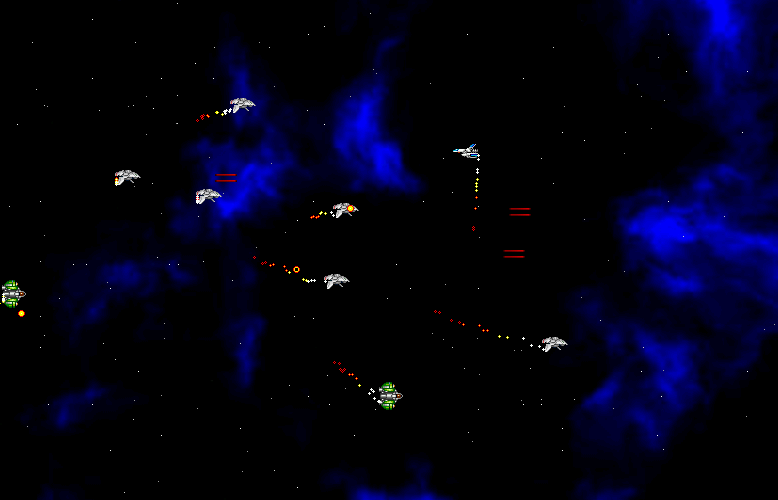
Uma captura de tela de Project Starfighter, um jogo eletrônico estilo Side-scrolling shoot-'em-up.

## Tipos
Jogos Shoot 'em up são classificados segundo elementos de seu design. Particularmente, pontos de vista e movimentos:
Fixed shooters (como "Space Invaders") restringem o protagonista a um único eixo de movimento, os inimigos atacam em uma única direção (como descer do topo da tela), e cada nível está contido em uma única tela. Estes jogos são por vezes chamados de gallery shooters ("atiradores de galeria"). Centipede, da Atari, é um híbrido, em que o jogador pode se mover livremente, mas esse movimento é restrito a uma pequena área na parte inferior da tela, e o jogo, caso contrário, atende à definição de atirador fixo.
Rail shooters limita o jogador a se mover pela tela enquanto o jogo segue uma rota específica; esses jogos geralmente apresentam um ponto de vista "na tela", com o qual a ação é vista por trás do personagem do jogador, e se move "para a tela", enquanto o jogador retém o controle sobre a esquiva. Exemplos incluem Space Harrier (1985), Captain Skyhawk (1990), Star Wars: Rebel Assault (1993), Panzer Dragoon (1995), Star Fox 64 (1997), e Sin and Punishment (2000). Jogos Light-Gun que são "on-rails" não estão na categoria shoot-em-up, mas na categoria FPS, e o termo também foi aplicado a eventos com script em first-person shooter como  Call of Duty .
- Tube shooters são jogos onde o jogador voa através de um tubo abstrato.[11]

- Scrolling shooters inclui jogos de rolagem verticais ou horizontais.
- Vertically scrolling shooters: a ação é vista de cima e rola para cima (ou muito ocasionalmente por baixo ) da tela.
- Horizontally scrolling shooters:  a ação é vista de forma horizontal.[3][5][12]
- Isometrically scrolling shooters: Um pequeno número de atiradores de rolagem, como o Zaxxon, da Sega, apresentam um ponto de vista isométrico.[5]

- Multidirectional shooters tem como característica o movimento de 360 graus onde o protagonista pode girar e se mover em qualquer direção[13] com joystick para movimento e um joystick para atirar em qualquer direção, independentemente do movimento, são chamados de "atiradores gêmeos".[14][15]

- Bullet hell (弾幕, danmaku, literally "barrage" or "bullet curtain") é um shoot'em up em que a tela inteira é quase sempre cheia de balas inimigas.[16]  Este tipo é também conhecido como "curtain fire" (fogo de cortina),[17] "manic shooters"[5] ou "maniac shooters".[18] Esse estilo de jogo surgiu em meados da década de 1990 e é um desdobramento de jogos de tiro com rolagem.[18]

- Cute 'em ups apresentam gráficos coloridos retratando configurações surreais e inimigos.[5]Os mais novos, particularmente japoneses, podem usar personagens e insinuações abertamente sexuais.[19] Cute 'em ups tendem a ter oponentes incomuns, muitas vezes bizarros, como no caso da franquia Parodius.

- Run and gun (or "run 'n' gun") descreve um shoot 'em up em que o protagonista luta a pé, talvez  com a capacidade de saltar. Jogos deste tipo podem usar rolagem horizontal (side scrolling), rolagem vertical ou visão isométrica, e podem apresentar movimento multidirecional.[20][21][22]